# Gertrud Schwend-Uexküll

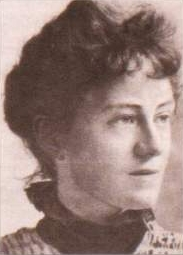
Gertrud Schwend-Üxküll

Gertrud Schwend-Uexküll, geb. Uexküll-Gyllenband (* 17. Mai 1867 in Dünamünde bei Riga; † 15. Januar 1901 in Stuttgart) setzte sich für Frauenbildung ein und war Gründerin des „Mädchengymnasiums“ in Stuttgart, des ersten Mädchengymnasiums in Württemberg, des heutigen Hölderlingymnasiums.

## Leben
Am 17. Mai 1867 wurde Gertrud Baronesse Uexküll-Gyllenband in der Festung Dünamünde bei Riga geboren. Ihr Vater war der Ingenieuroffizier Reinhold Baron von Uexküll, ihre Mutter Marie, geb. Boethlingk. Gertrud besuchte in Riga eine Töchterschule und legte das Oberlehrerinnenexamen an einem Knabengymnasium in Riga ab. 1881 starb ihre Mutter, 1890 starb der Vater.
Gertrud reiste ins Ausland und begann ein Kunststudium in Genf, das sie allerdings aufgrund einer Augenschwäche abbrechen musste. Am Mädchengymnasium in Genf legte sie die Reifeprüfung ab und studierte an der Universität in Genf Philosophie, Geschichte und Literatur. Ihre jüngere Schwester Margarete von Uexküll Güldenbandt (1873–1970) besuchte ebenfalls ein Gymnasium in der Schweiz und studierte Botanik an der Eidgenössische polytechnische Schule in Zürich.

In Genf lernte sie ihren späteren Ehemann Friedrich Schwend (1871–1934) kennen, der 1898 mit ihr nach Stuttgart ging. Dort gründete sie 1899 mit Unterstützung ihrer weitläufigen Cousine (Cousine 10. Grades), der Palastdame von Königin Charlotte von Württemberg, Gräfin Olga von Uexküll-Gyllenband, das erste Mädchengymnasium Württembergs, das zweite in Deutschland. Das erste war in Karlsruhe gegründet worden. Gertrud Uexküll-Gyllenband übernahm die Leitung des Gymnasiums und unterrichtete Französisch. Im gleichen Jahr heiratete sie Friedrich Schwend, der am Gymnasium Geografie unterrichtete. Gertrud Schwend-Uexküll war in der Frauenbewegung aktiv und setzte sich für den Zugang der Frauen zur Bildung und insbesondere zum Studium ein.

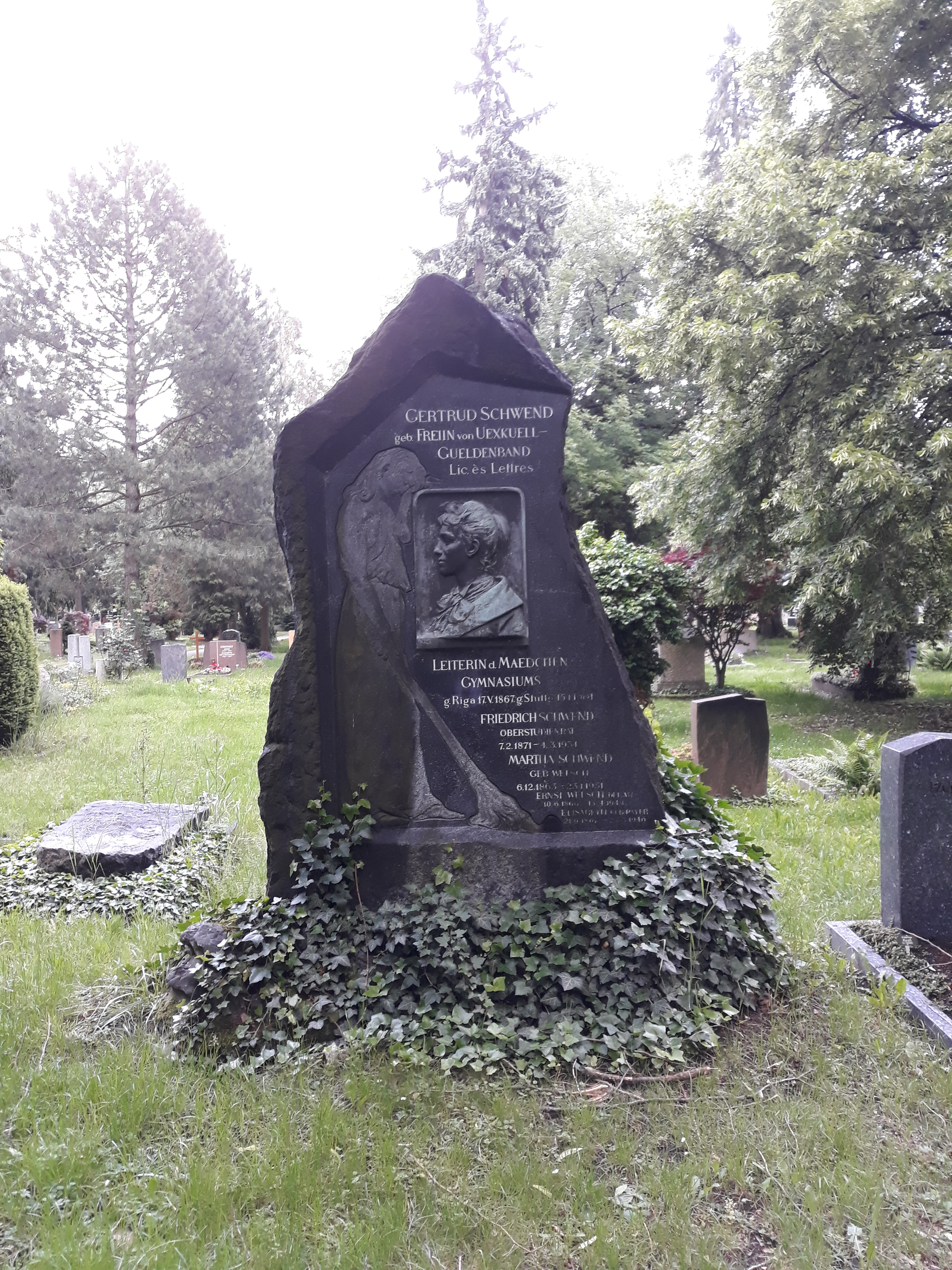
Grabstätte Gertrud Schwend, Pragfriedhof Stuttgart

1901 starb Gertrud Schwend-Uexküll an den Folgen eines schweren Herzfehlers. Die Leitung des Mädchengymnasiums übernahm Leontine Hagmaier.